# 自由钟公园

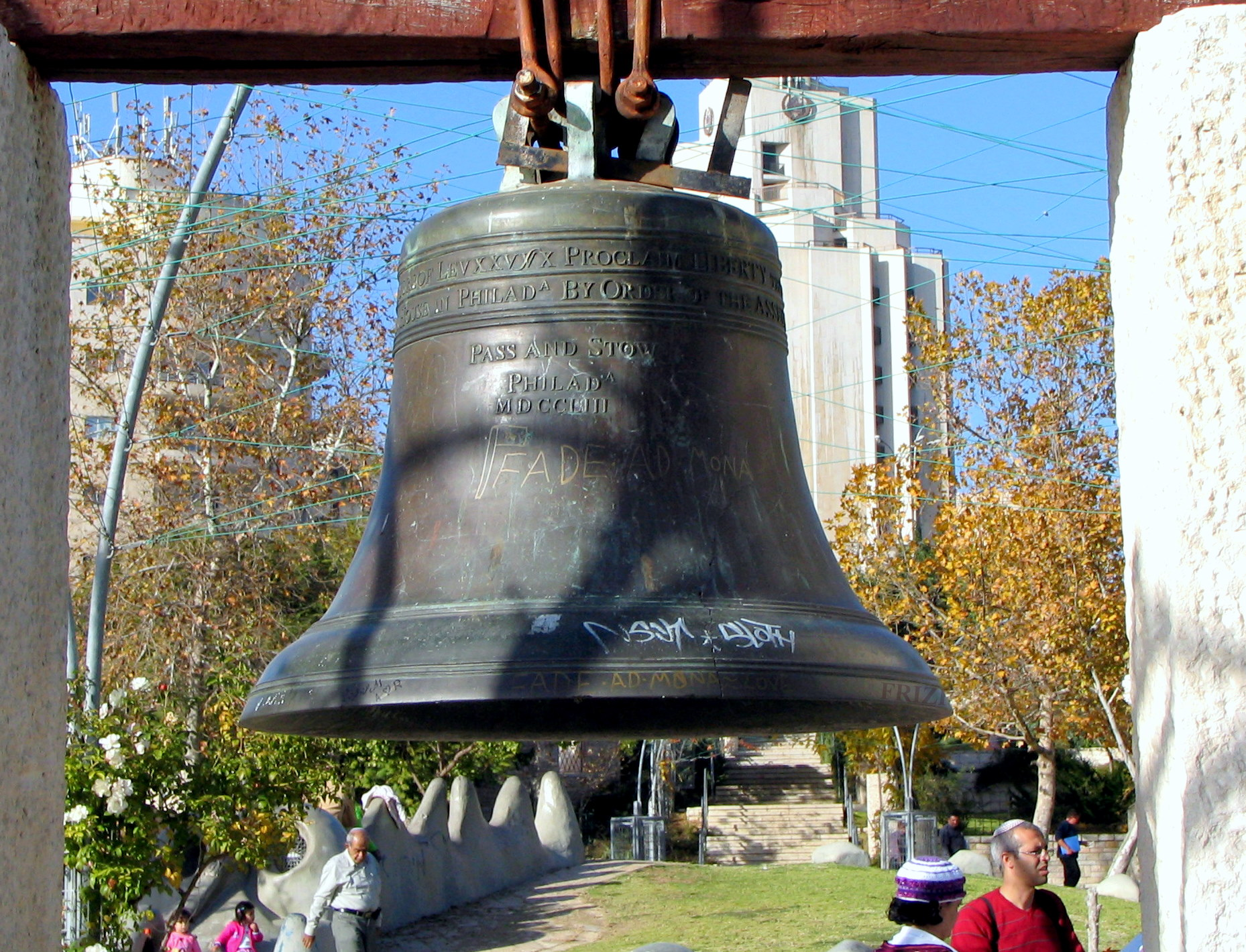
自由钟复制品

自由钟公园（希伯來語：‎）是耶路撒冷的一座公园，以园内自由钟复制品而得名。

## 历史
该公园建于1976年，以庆祝美国建国200周年，占地9英亩，园内包括体育设施，野餐区，一个1000座位的露天剧场，木偶剧院，音乐角和展览，民间舞蹈和表演区域。